# William Sterndale Bennett

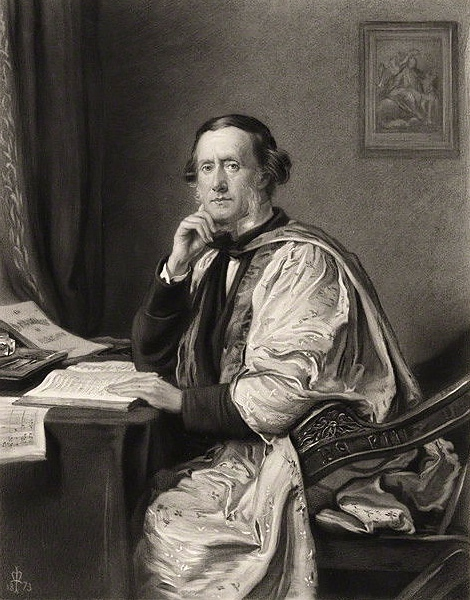
William Sterndale Bennett – gravura a partir de um retrato de John Everett Millais, 1873

William Sterndale Bennett (13 de abril de 1816 – 1 de fevereiro de 1875) foi um, compositor, pianista, regente e educador musical inglês. Com dez anos, Bennett foi admitido na Royal Academy of Music (RAM) de Londres, onde ficou por dez anos. Com vinte anos, ele já começara a ter reputação de pianista de concerto, e suas composições recebiam elogios. Entre os que Bennett impressionou está o compositor alemão Felix Mendelssohn, que o convidou para Leipzig. Lá, Bennett ficou amigo de Robert Schumann, que compartilhava a admiração de Mendelssohn por suas composições. Bennett passou três invernos compondo e se apresentando em Leipzig.
Em 1837, Bennett começou a dar aulas na RAM, onde ficou pela maior parte de sua vida. Deu aulas lá por vinte anos, depois também lecionando no Queen's College de Londres. Nessa época, alguns de seus alunos foram Arthur Sullivan, Hubert Parry e Tobias Matthay. Ao longo dos anos 1840 e 1850, ele compôs pouco, apesar de ter se aprsenatado como pianista e ter dirigido a Philharmonic Society por dez anos. Ele também incentivou ativamente concertos de música de câmara. De 1848 em diante, sua carreira foi pontuada por um antagonismo entre ele e o regente Michael Costa.
Em 1858, Bennett voltou a compor, mas seus trabalhos tardios, apesar de populares, foram considerados antiquados e não despertaram muito entusiasmo crítico como fizeram suas composições juvenis. Ele foi professor de música na Universidade de Cambridge de 1856 a 1866. Nesse ano, tornou-se diretor da RAM, salvando-a do fechamento, e ficou nesse cargo até sua morte. Foi nomeado cavaleiro em 1871. Morreu em Londres em 1875 e foi enterrado na Abadia de Westminster.
Bennett influenciou significantemente a música inglesa, não somente como compositor mas também como professor, incentivador de padrões de educação musical e como figura importante na vida musical de Londres. Recentemente, a valorização das obras de Bennett foi reacendida e vários de seus trabalhos, incluindo uma sinfonia, seus concertos de piano, algumas composições vocais e muitas de suas composições para piano foram gravados. Em 2016, com seu bicentenário, várias apresentações de suas obras foram realizadas.